# Assentiz (Torres Novas)
Assentiz es una freguesia portuguesa del concelho de Torres Novas, con 32,74 km² de superficie y 3.184 habitantes (2001). Su densidad de población es de 97,2 hab/km².